# Pomnik Partyzanta w Warszawie
Pomnik Partyzanta, właśc. pomnik Partyzantom Bojownikom o Polskę Ludową lub pomnik Partyzantów – Bojowników o Polskę Ludową – monument znajdujący się na skwerze Stanisława Wisłockiego w Warszawie, między ulicami Smolną, Nowy Świat i Alejami Jerozolimskimi.

## Opis
Monument odsłonięto 13 maja 1962, w 20. rocznicę wymarszu oddziału Gwardii Ludowej im. Stefana Czarnieckiego pod dowództwem Franciszka Zubrzyckiego „Małego Franka”, na obecnym skwerze Stanisława Wisłockiego. Rzeźba projektu Wacława Kowalika wykonana została z brązu, a cokół z granitu pochodzącego ze zniszczonego Mauzoleum Hindenburga wyrzeźbił Stanisław Żaryn. Otoczenie pomnika zaprojektowali Zygmunt Stępiński i Kazimierz Marczewski.
Pomnik upamiętniał bohaterstwo partyzantów Armii Ludowej. Rzeźbę ustawiono naprzeciwko Domu Partii. Wcześniej, w 1958, rzeźba brała udział w konkursie na pomnik Bohaterów Warszawy. Nie spełniała warunków konkursu, ale została zakupiona i postawiona w obecnym miejscu. Przedstawia rannego partyzanta podtrzymywanego przez kobietę trzymającą w wyciągniętej ręce gałązkę wawrzynu i nawiązuje w swojej stylistyce do Piety. 
Na cokole wykuto napis: Partyzantom – Bojownikom o Polskę Ludową. W czasie remontu pomnika w 2014 zastąpiono go nowym napisem o treści: Partyzantom walczącym o wolną Polskę w czasie II wojny światowej.
Monument ufundowali Stołeczna Rada Narodowa i Ministerstwo Obrony Narodowej.

## Galeria

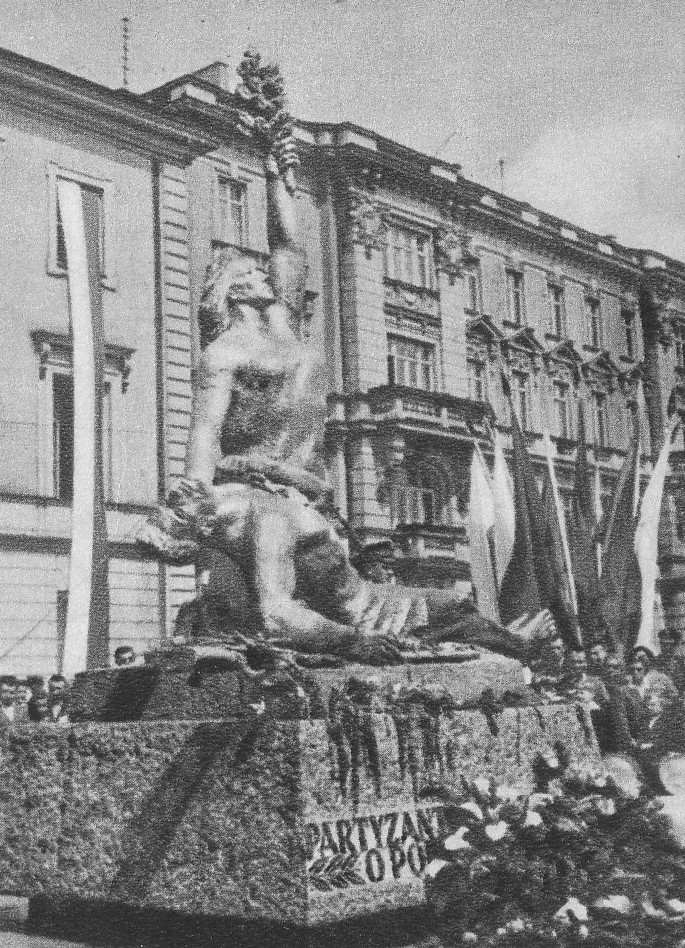
Odsłonięcie monumentu w 1962
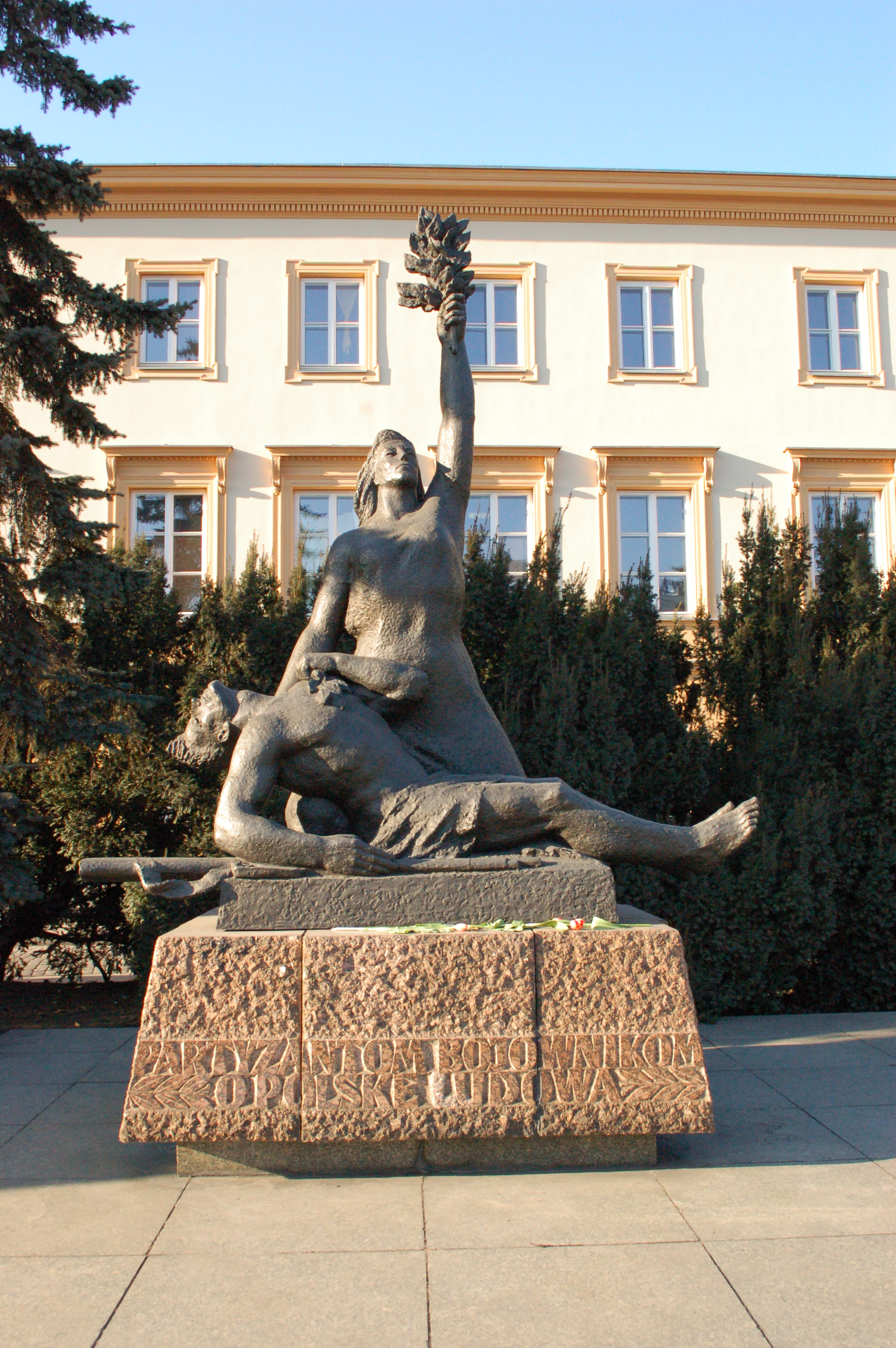
Pomnik z pierwotną inskrypcją (2011)